# Dumitru Mugurel Cerăceanu
Dumitru Mugurel Cerăceanu (n. 12 februarie 1951) este un senator român în legislatura 1992-1996 pe listele PDR după ce a fost validat pe data de 6 septembrie 1994, când l-a înlocuit pe senatorul Traian-Caius Dragomir.

## Legături externe
- Dumitru Mugurel Cerăceanu Arhivat în 22 august 2016, la Wayback Machine. la cdep.ro